# Kusukunte, Sira
Kusukunte là một làng thuộc tehsil Sira, huyện Tumkur, bang Karnataka, Ấn Độ.